# Moretoninsel
Die Moretoninsel ist eine Sandinsel an der Südostküste des australischen Bundesstaates Queensland. Sie liegt ca. 40 km nordöstlich von Brisbane und hat bei einer Größe von 186 Quadratkilometer eine Nord-Süd-Ausdehnung von 37 km und eine Breite von bis zu 10 km. Etwa 98 % der Insel sind als Moreton-Island-Nationalpark unter Schutz gestellt, der 1966 gegründet wurde.

## Lage
Moreton ist von einigen weiteren großen Sandinseln umgeben. Dies sind im Süden South Stradbroke Island und North Stradbroke Island sowie im Norden Bribie Island und K’gari, die größte Sandinsel der Welt.

## Geschichte
Die Aborigines der Ngugi nannten die Insel Moorgumpin. Sie wurde vor etwa 2000 Jahren von ihnen in Besitz genommen. Mehr als 330 nachgewiesene Muschelhaufen belegen ihre Existenz auf der Insel. Die meisten Spuren der Aborigines finden sich am Spitfire Creek. Die Ngugi sammelten auch Pflanzen, fingen Fische und jagten Tiere.
Die Insel wurde im Mai 1770 von James Cook entdeckt, der die Nordspitze des Eilands Kap Moreton nannte. Allerdings dachte Cook, dass es sich bei dem Kap um einen Teil des Festlands handle.
Im Zweiten Weltkrieg errichteten die Royal Australian Navy sowie die Australian Army eine Reihe von Verteidigungsanlagen auf Moreton. Ziel war es, den Hafen von Brisbane vor Flugzeugangriffen der japanischen Streitkräfte zu schützen. 
Zwischen 1952 und 1962 befand sich in Tangalooma, auf der Westseite der Insel, Australiens einzige Walfangstation. Heute befindet sich in den alten Gebäuden der Station das Tangalooma Wild Dolphin Resort.

## Landschaftsbild
Moreton Island weist kristallklare Bäche und Lagunen, Küstenheiden, felsige Landzungen, große Dünen und kilometerlange Sandstrände auf, aber auch ein historischer Leuchtturm und Ruinen von Küstenforts sind vorhanden.

## Fauna
Die geschützten Meeresbuchten bieten verschiedenen Meeressäugetieren eine Lebensgrundlage. Dugongs äsen während ihrer Wanderungen in den Seegrasbeständen. Buckelwale können von Cape Moreton aus während ihrer Wanderungen von Juni bis November beobachtet werden. Über 180 Vogelarten konnten auf der Insel festgestellt werden (inkl. Seevögel).

## Tourismus

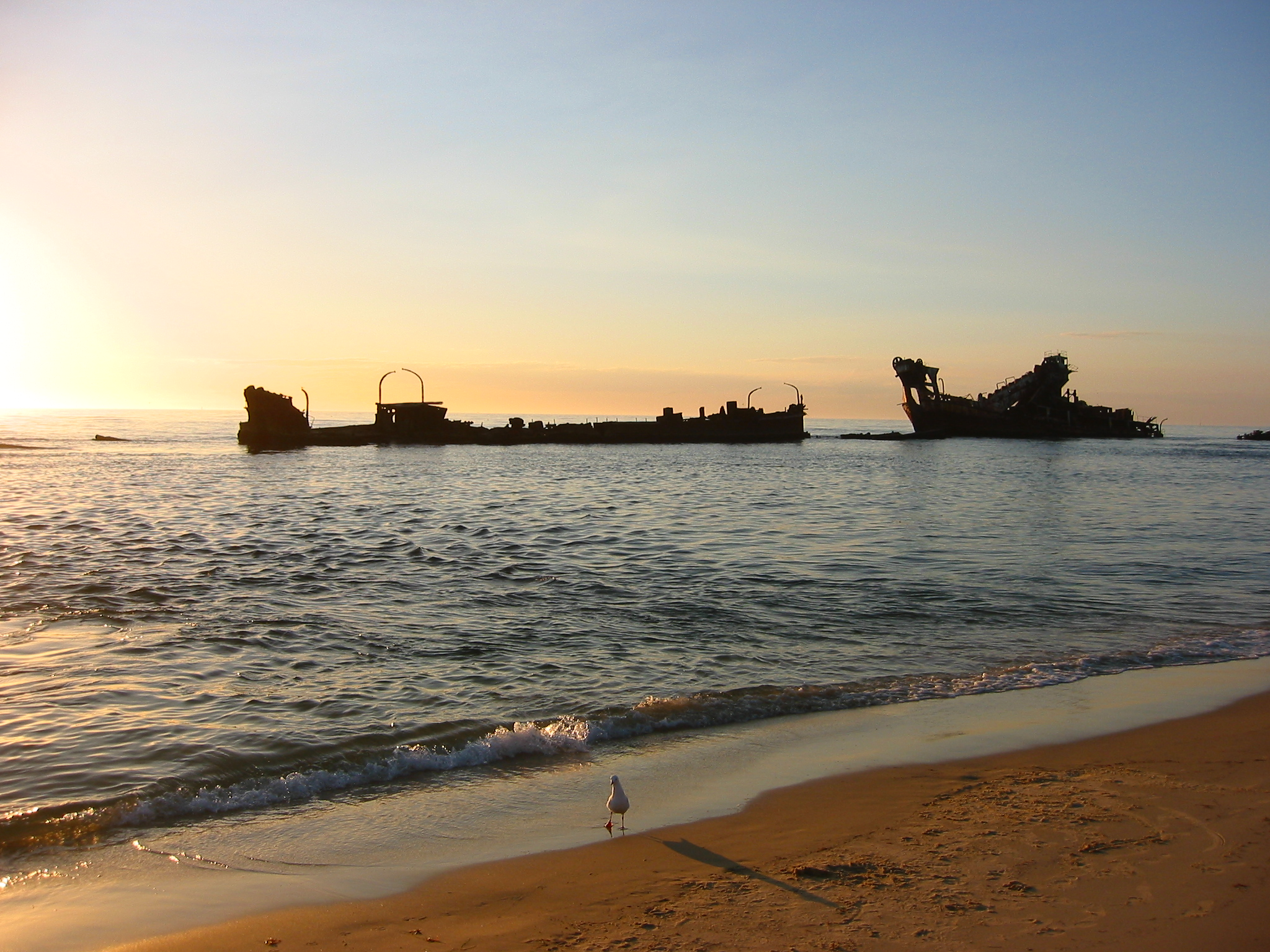
Einige Schiffswracks bieten Tauchmöglichkeiten bei Tangalooma

Heute ist die Moretoninsel touristisch gut erschlossen und bietet bis zu 170.000 (Tages-)Urlaubern jährlich viele Unterhaltungsmöglichkeiten. So kann man tauchen, Delfine füttern oder Quad fahren. Wer nicht als Tagesgast mit der Schnellfähre aus Brisbane kommt, kann auf einem Campingplatz übernachten.
Die touristischen Aktivitäten auf der Insel sollten zum 1. Juli 2007 besser kontrolliert werden. Dann sollte der Moreton Island Management Plan in Kraft treten. Mit ihm will die Regierung von Queensland die Natur besser schützen und den Tourismus in geordnete Bahnen lenken.

## Ölkatastrophe 2009
Im Jahr 2009 ereignete sich vor der Insel eine Ölkatastrophe. Ein Schiff verlor durch einen Sturm sowohl Chemikalien als auch Öl, das die Moretoninsel über dutzende Kilometer verschmutzte. Geschätzte 230 Tonnen Öl gelangten ins Meer und verklebten die Strände.

## Trivia

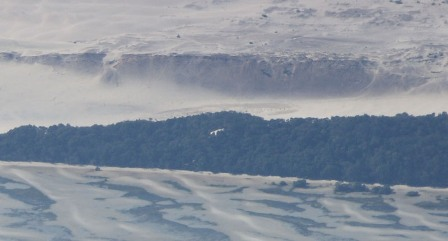
Sanddünen auf Moreton

- Eine Salzwasserlagune auf der Insel wurde zeitweilig als Zuhause für eine Seekuh genutzt. Die junge Kuh, die auf den Namen Pig getauft wurde, sollte darin ihre natürlichen Instinkte trainieren, bevor sie in die Freiheit entlassen werden konnte.[5]
- Auf der Insel befindet sich die mit 285 m höchste Sanddüne der Welt in Küstennähe, genannt Mount Tempest.